# 方學漸
方学渐（1540年—1615年），名達卿，號桐川、又号本菴。明代安庆府桐城人（今属安徽）。

## 生平
方祉次子。十歲能寫文章。汉阳张甑山擔任桐城教谕時，十分器重方学渐，曾向主试官推荐，对此，方学渐頗不以为然。應試時避而不就，他說：“因人遇，吾不为也。”遂棄去。曾于萬曆二十一年（1593年）癸巳创办桐川会馆，以布衣身份講學二十餘年，方學漸有感於陽明學的流弊，提出以朱子學矯正陽明學的偏頗。以子方大镇贵，赠大理寺少卿。还捐资置義山於县城外，用以埋葬无主尸骨。著有《易蠡》10卷、《孝经绎》1卷、《心学宗》4卷、《桐彝》3卷（续1卷）、《尔训》20卷、《崇本堂稿》22卷（续2卷）、《别稿》4卷。